# 월화 드라마
| 월요일        | 화요일        | 수요일        | 목요일        | 금요일        | 토요일        | 일요일        | 월요일~금요일 | 토요일~일요일 | 일요아침 |
| 월요일~화요일 | 월요일~화요일 | 수요일~목요일 | 수요일~목요일 | 금요일~토요일 | 금요일~토요일 | 토요일~일요일 | 월요일~금요일 | 토요일~일요일 | 일요아침 |

월화 드라마는 월요일과 화요일에 방송되는 텔레비전 드라마이다.
- KBS 2TV 월화 드라마
- MBC 월화 드라마
- SBS 월화 드라마
- tvN 월화 드라마
- MBN 월화 드라마
- JTBC 월화 드라마
- TV조선 월화 드라마
- 채널A 월화 드라마
- ENA 월화 드라마

## 같이 보기
- 월요드라마
- 화요드라마